# Vini kuhlii
Il lorichetto di Kuhl (Vini kuhlii, Vigors, 1824) è un uccello della famiglia degli Psittaculidi.

## Descrizione
Si presenta con le parti superiori verdi e le inferiori rosse; ha taglia attorno ai 19 cm, nuca e calze di un bel viola intenso e ventre giallo. Gli immaturi hanno le parti inferiori screziate di violetto, il becco e l'iride scuri.

## Biologia
Frequenta le foreste rivierasche di palme, dove si muove a coppie o in singoli individui; poco altro si sa delle sue abitudini, se non che è stato visto nutrirsi su alberi di Tournefortia argentea, talvolta associato all'Acrocephalus aequinoctialis, un cannareccione locale.

## Distribuzione e habitat
Il suo areale è ristretto ad alcune isole della Polinesia (Rimatara, Tubuai), della Polinesia francese e sulle isole di Cook meridionali. È stato introdotto in alcune isole delle Sporadi equatoriali e nell'arcipelago delle Kiribati. È considerato in pericolo di estinzione; i suoi nemici principali sono i ratti, che depredano i nidi, e l'uomo che ne distrugge l'habitat. Delle varie popolazioni oggi presenti, una sola raggiunge i 1000 individui, un'altra si aggira attorno agli 800, mentre le rimanenti vanno da almeno una coppia (isola Christmas) a 50 individui.